# Piotr Szembek (1843–1896)
Piotr Szembek (ur. 16 kwietnia 1843, zm. 15 maja 1896 w Siemianicach) – hrabia, poseł do parlamentu niemieckiego.
Syn Aleksandra Szembeka i Felicji Niemojewskiej. Z żoną Marią Fredrówną, wnuczką Aleksandra Fredry, poślubioną 2 czerwca 1881 we Lwowie, miał dwie córki: Jadwigę (1883–1939) i Zofię (1884–1974) oraz syna Aleksandra (1886–1928).
Był właścicielem pałacu w Siemianicach i dóbr Słupia pod Kępnem.

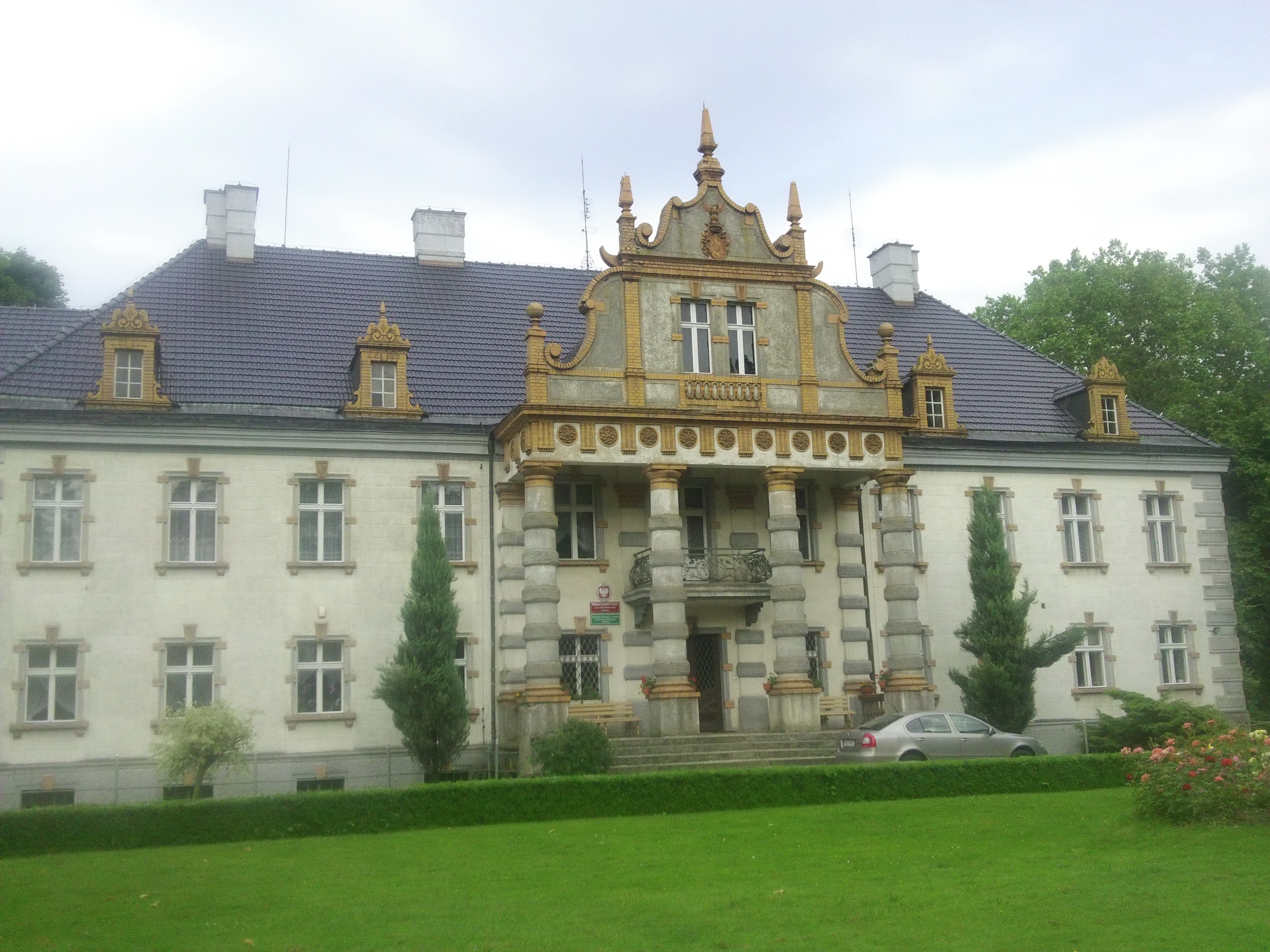
Front pałacu z herbem Szembek